# Curlie
DMOZ (de la directory.mozilla.org, după domeniul inițial) a fost un catalog de Internet în mai multe limbi, înființat în 1998. Site-ul și comunitatea care îl întreținea au fost cunoscute de asemenea ca Open Directory Project (ODP). 

Este deținut de compania AOL, dar este construit și gestionat de o comunitate largă de editori voluntari din întreaga lume, fiecare responsabil de a verifica exactitatea și clasificarea site-uri din una sau mai multe categorii.

Inițial a fost numit GnuHoo apoi redenumit NewHoo, iar la sfârșitul anului 1998 i-a fost atribuit numele de Open Directory Project. 
DMOZ a ajuns cel mai bine cotat catalog, datorită atât numărului mare de categorii și subcategorii, cât și a numărului uriaș de resurse conținute. Înainte de a fi adăugat, fiecare site web este analizat de un editor voluntar. Conținutul său liber este reluat de multe alte site-uri, motoarele de căutare Lycos și HotBot inclusiv Google Directory.
DMOZ a avut peste 4,615,846 site-uri indexate, 84,296 editori voluntari și 590 000 de categorii.
DMOZ a fost închis pe data de 17 martie 2017 deoarece compania AOL nu a mai dorit să finanțeze proiectul. O versiune oficială statică a DMOZ Arhivat în 31 iulie 2017, la Wayback Machine. a fost recreată de către editorii săi.